# 悋気の火の玉
『悋気の火の玉』（りんきのひのたま）は古典落語の演目。別題として『悋気の人魂』（りんきのひとだま）。吉原遊廓の元花魁の妾と本妻との間の嫉妬が原因でお互いに相手を呪殺し、怨念の陰火となった二人を夫がなだめようとする内容である。
エピソードの元になる話として、『桂文楽全集 上巻』の「作品解説」は、鼻山人『廓雑談（くるわぞうだん）』（文政9年・1826年）に収録された、質屋鶴屋金兵衛の息子・艶蔵が融資先（返済前に病死）の娘と恋仲になって結婚したが、吉原の花魁とも懇ろな関係になって身請けしたため、両者が互いを嫉妬し、元花魁は吉原の「九郎助稲荷」に祈って火の玉となり、娘も元花魁を呪ったことからお互いがそのために死亡して彼女たちの亡霊が現れるようになった話を挙げている。その話を、桜川慈悲成が天保4年（1834年）の笑話本『延命養談数（えんめいようだんす）』収録「火の玉」で小咄に改作した。『桂文楽全集 上巻』は、この小咄に「尾ひれをつけたもの」が本演目とする。

## あらすじ
浅草花川戸の鼻緒問屋・立花屋の主は名代の堅物だったが、仲間の寄り合いで吉原に行くうち、すっかりはまり込んでしまった。主は、毎日のように遊びに行くようになってしまう。支払いが大変なので、馴染みとなった花魁を身請けして、根岸に妾宅を造って住まわせることにした。
主は月の内、本宅に二十日、妾宅に十日止まるようになる。妾ができたことを知った本宅の妻はふてくされる。
「お茶を入れてくれないかな?」「お茶? あたしの入れたお茶じゃ、おいしくないでしょ」
この調子に嫌気が差した主は、妾宅に二十日、本宅に十日泊まるようになってしまう。そうなると妻は激怒する。女中に五寸釘を買ってこさせ、神社の杉の木に藁人形を打ち付け始めた（丑の刻参り）。この噂が根岸の妾の耳に入ると、
「生意気じゃないか! あたしが旦那に来てもらってる訳じゃないんだよ。旦那の方があたしに惚れてるんだ!」
妾は妻より一寸長い六寸釘で呪い出した。こうなると競争になってしまい、七寸、八寸、九寸……。
それぞれの呪いが成就したのか、同じ日の同じ時刻に本宅の妻も根岸の妾も急死。主は一遍に二つも葬式を出すことになってしまった。その後、以下のような噂が、立花屋の周辺でささやかれるようになった。
「毎晩、立花屋の蔵から陰火が上がり、根岸の方へと飛んでいく。一方、根岸の方からも陰火が上がり、花川戸へ。二つの火の玉は大音寺でガチーン」
怖くなり、商売にも差しつかえると考えた主は、谷中の木蓮寺で和尚をしている主の伯父にお経をあげてもらい、陰火を成仏させてもらうことに決めるが、ある朝やってきた和尚が、主に次のように提案した。
「あの陰火は、そもそもお前さんを挟んでの悋気（嫉妬）から生まれたものだ。だからそれを消すには、お前さんが飛んできた両方を優しくなぐさめて、そのあとからお経をあげれば成仏すると思うんだが」
九つの鐘（深夜0時ごろ）を合図に、主と和尚は大音寺へとやって来た。主はキセルでタバコが吸いたくなるが、火打石を忘れた。和尚は火を持っていない。我慢しながら切り株に腰かけて待っていると、根岸から陰火が上がり、こちらに向かってフワフワフワフワ……。
「あれがお妾さんの火の玉だ」「なるほど、おい! おい!」
主が声をかけると、陰火はスーッと寄ってきて、主の前でピタリと止まった。主はおそるおそる話しかけてみる。
「待ってましたよ。出てくるお前さんの気持ちもわかるが、困るんだ……そうだ、お前の火でタバコを」
着火したタバコをふかしながら妾の陰火を説得していると、花川戸の本宅から陰火が上がり、こちらへ向かってものすごい勢いでビューッ!!
「あれが奥さんの陰火だな」「凄い……よく来た。お前さんに、ぜひ謝りたいと思っていたんだよ。でも、その前にもう一服……｣
主が妻の陰火にキセルの先を近づけると、スッと避けて、
「フン、あたしの火じゃ、おいしくないでしょ」

## バリエーション
音源の残る主な演者に、8代目桂文楽や5代目三遊亭圓楽などがいる。
- 8代目文楽は「妾は、男を少しでも若く見せようと男の白髪を抜き、本妻は、少しでも夫に貫禄をつけようとその男の黒い毛を抜く。二人の間を行き来するうち、主はすっかり丸坊主になった」という内容のマクラを用いた[2]。
- 5代目圓楽は8代目文楽が演じていたものを「いつ聴いても寸分違わないし、のべつまくなしやっていたので（寄席の）楽屋で聴いているだけで覚えてしまった」のだという[3]。

## 関連綱目
- 権助提灯 - 本作品とは逆に、妻と妾が互いに相手に夫を譲るために起きる騒動を描く。
- 悋気の独楽 - 女性の嫉妬を扱った落語の演目。